# 全国こども絵画選抜展
全国こども絵画選抜展（ぜんこくこどもかいがせんばつてん）は、毎年、兵庫県朝来市で開催されている全国の小・中学生を対象にした公募展。子供達が、住んでいる街や、自然環境、身近にある草木花などを題材に、絵画を制作することで、ふるさとや美しい自然に対して心を寄せ、大切なものが何なのかを感じ取ることを趣旨としている。

## 応募規定

### 応募資格
- 小学生、中学生

### 応募作品・出品点数
- 部門…絵画
  - 学校や団体の推薦作品　 - 個人での出品はできない。
- 出品料…無料
- 応募点数は1人1点。学校・団体ごとの応募点数は30点まで。
- 絵画であれば手法は問わないが、標語、ポスターは審査対象外。

## 賞
- 「花と緑の大賞」「ふるさと大賞」(文部科学大臣賞) ・・・各1点
- 最優秀賞・・・小・中学生各1点
- 兵庫県知事賞・・・小・中学生各1点
- 朝来市長賞・・・小・中学生各1点
- 兵庫県教育委員会賞 ・・・小・中学生各1点
- (一財)兵庫県学校厚生会理事長賞・・・小・中学生各1点
- 朝来市議会議長賞・・・小・中学生各1点
- 朝来市教育委員会賞・・・小・中学生各1点
- あさご芸術の森美術館賞・・・小・中学生各1点
- (公財)日本花の会賞・・・小・中学生各1点
- (公財)兵庫県園芸・・・小・中学生各1点
- 公園協会理事長賞・・・小・中学生各1点
- 兵庫県立フラワーセンター園長賞・・・小・中学生各1点
- あさご芸術の森美術館友の会賞・・・小・中学生各1点
- 審査員特別賞・・・7点程度
- 優秀賞・・・5点程度
- 佳作賞・・・5点程度
- 森はな賞・・・10点程度
- 入 選・・・50点程度
- 最優秀学校賞・・・1校

※出品者全員(30点まで)に参加賞あり。